# 1773
| [ Edytuj tabelę ]              | |
| Król Polski                    | - 1764 Stanisław August Poniatowski 1795 |
| Emir Afganistanu               | - 1772 Timur Szah Durrani 1793 |
| Współksiążęta Andory           | - 1771 Joaquín de Santiyán y Valdivielso 1779 - 1715 Ludwik XV 1774                                                                                        |
| Elektor Bawarii                | - 1745 Maksymilian III Józef 1777 |
| Sułtan Brunei                  | - 1762 Omar Ali Saifuddin I 1795 |
| Cesarz Chin                    | - 1735 Qianlong 1796 |
| Król Czech                     | - 1743 Maria Teresa 1780 |
| Król Danii                     | - 1766 Chrystian VII 1808 |
| Dalajlama                      | - 1758 Jamphel Gjaco 1804 |
| Król Francji                   | - 1715 Ludwik XV 1774 |
| Król Gruzji                    | - 1762 Herakliusz II 1798 |
| Król Hiszpanii                 | - 1759 Karol III 1788 |
| Landgraf Hesji-Kassel          | - 1760 Fryderyk II Heski 1785 |
| Stadhouder Holandii            | - 1751 Wilhelm V Orański 1795 |
| Szach Iranu                    | - 1750 Karim Chan 1779 |
| Państwo Wielkich Mogołów       | - 1759 Shah Alam II 1806 |
| Król Irlandii                  | - 1760 Jerzy III Hanowerski 1820 |
| Cesarz Japonii                 | - 1770 Go-Momozono 1779 |
| Kalif                          | - 1757 Mustafa III 1773 - 1773 Abdülhamid I 1789 |
| Patriarcha Konstantynopola     | - 1769 Teodozjusz I 1773 - 1773 Samuel I Chaceres 1774 |
| Władca Korei                   | - 1724 Yŏngjo 1776 |
| Książę Kurlandii i Semigalii   | - 1769 Piotr Biron 1795 |
| Emir Kuwejtu                   | - 1762 Abd Allah I 1814 |
| Książę Liechtensteinu          | - 1772 Franciszek Józef I 1781 |
| Sułtan Maroka                  | - 1757 Muhammad III 1790 |
| Książę Monako                  | - 1733 Honoriusz III 1793 |
| Król Nawarry                   | - 1710 Ludwik XV 1774 |
| Król Nepalu                    | - 1768 Prithvi Narayan 1775 |
| Król Norwegii                  | - 1766 Chrystian VII 1784 |
| Sułtan Omanu                   | - 1749 Ahmad ibn Sa’id 1783 |
| Elektor Palatynatu             | - 1742 Karol IV Teodor 1799 |
| Papież                         | - 1769 Klemens XIV 1774 |
| Książę Parmy i Piacenzy        | - 1765 Ferdynand 1802 |
| Król Portugalii                | - 1750 Józef 1777 |
| Król Prus                      | - 1772 Fryderyk II Wielki 1786 |
| Car Rosji                      | - 1762 Katarzyna II Wielka 1796 |
| Cesarz Rzymski (niemiecki)     | - 1765 Józef II Habsburg 1790 |
| Kapitanowie Regenci San Marino | - 1772 Baldassarre Giangi Francesco di Livio Casali 1773 - 1773 Costantino Bonelli Giovanni Antonio Malpeli 1773 - 1773 Francesco Manenti Pompeo Zoli 1774 |
| Elektor Saksonii               | - 1763 Fryderyk August III 1806 |
| Król Sardynii                  | - 1730 Karol Emanuel III 1773 - 1773 Wiktor Amadeusz III 1796                                                                                              |
| Król Szwecji                   | - 1771 Gustaw III 1792 |
| Król Tajlandii                 | - 1769 Taksin 1782 |
| Sułtan Turków                  | - 1757 Mustafa III 1774 |
| Doża Wenecji                   | - 1763 Alvise Giovanni Mocenigo 1779 |
| Król Węgier                    | - 1740 Maria Teresa 1780 |
| Monarcha Wielkiej Brytanii     | - 1760 Jerzy III 1820 |
| Premier Wielkiej Brytanii      | - 1770 Lord North 1782 |

Rok 1773 / MDCCLXXIII
stulecia: XVII wiek ~
XVIII wiek ~
XIX wiek

lata: 1763 «
1768 «
1769 «
1770 «
1771 «
1772 «
1773
» 1774
» 1775
» 1776
» 1777
» 1778
» 1783

## Wydarzenia w Polsce
- 31 stycznia – z terenów anektowanych w I rozbiorze Polski powstała prowincja Prusy Zachodnie.
- 15 lutego – do Krakowa i na Kazimierz wkroczyły oddziały austriackie. Do 1778 r. w mieście pozostawał jeszcze garnizon rosyjski.
- 16 kwietnia – zawiązano konfederację pod naciskiem ambasadora rosyjskiego.
- 19 kwietnia – rozpoczęły się obrady Sejmu Rozbiorowego[1].
- 21 lipca – zlikwidowano zakon jezuitów (na mocy brewe papieża Klemensa XIV), którego majątek na ziemiach polskich oszacowano na 32 miliony złotych polskich[2].
- 18 września – delegacja Sejmu Rozbiorowego podpisała traktaty podziałowe z przedstawicielami trzech mocarstw.
- 30 września – Sejm Rozbiorowy, zwołany na żądanie zaborców, ratyfikował traktat I rozbioru Polski.
- 14 października – powstała Komisja Edukacji Narodowej – pierwsze ministerstwo edukacji w Europie.
- 29 grudnia – w tarnowskim ratuszu radni złożyli przysięgę na wierność monarchii habsburskiej.
- W klasztorach na ziemiach polskich liczba zakonników przekroczyła 14 000 osób[3].

## Wydarzenia na świecie
- 17 stycznia – HMS „Resolution” pod dowództwem Jamesa Cooka po raz pierwszy przepłynął przez koło podbiegunowe południowe.
- 21 lipca – papież Klemens XIV w brewe Dominus ac Redemptor ogłosił kasatę Towarzystwa Jezusowego.
- 12 października – otwarto pierwszy amerykański szpital psychiatryczny w stanie Wirginia.
- 13 października – francuski astronom Charles Messier w gwiazdozbiorze Psów Gończych odkrył galaktykę spiralną M51, zwaną Wirem: była to pierwsza galaktyka, w której zauważono spiralną strukturę.
- 16 grudnia – herbatka bostońska – bunt mieszkańców kolonii angielskich w Ameryce Północnej przeciw kontroli Wielkiej Brytanii. Koloniści przebrani za ludność indiańską, nie godząc się na nakazy ze strony Anglii, na znak protestu i wolności wrzucili cały ładunek angielskiej herbaty do morza.

- Anglik Foster Powell przebiegł 402-milową (647,0 km) trasę Londyn–York w 5 dni i 18 godzin.
- Początek rewolucji w Wietnamie, zakończonej zjednoczeniem kraju w 1802.
- Dwa silne trzęsienia ziemi zniszczyły ówczesną stolicę Gwatemali (Antigua Guatemala), wobec czego w następnych latach nową stolicę (Gwatemala) założono na nowym, bezpieczniejszym miejscu.

## Urodzili się
- 9 lutego – William Henry Harrison, dziewiąty prezydent USA (zm. 1841)
- 15 marca – Józef Beder, duchowny rzymskokatolicki (zm. 1855)[4]
- 15 maja – Klemens Lothar von Metternich, austriacki polityk i dyplomata (zm. 1859)
- 31 maja:
  - Leopoldyna Naudet, założycielka Sióstr od Świętej Rodziny, błogosławiona katolicka (zm. 1834)
  - Ludwig Tieck, niemiecki pisarz (zm. 1853)
- 12 czerwca – Antonina Maria Verna, włoska zakonnica, błogosławiona katolicka (zm. 1838)
- 5 lipca – Joanna Elżbieta Bichier des Ages, francuska zakonnica, święta katolicka (zm. 1838)
- 25 sierpnia – Ludwik Bogusławski, polski generał brygady, uczestnik powstania listopadowego (zm. 1840)
- 6 października – Ludwik Filip I, król Francuzów w latach 1830–1848 (zm. 1850)
- 30 października – Hugh L. White, amerykański prawnik, polityk, senator ze stanu Tennessee (zm. 1840)
- 18 grudnia – Jan Karol Steeb, niemiecki ksiądz, błogosławiony katolicki (zm. 1856)

data dzienna nieznana: 
- Magdalena Hŏ Kye-im, koreańska męczennica, święta katolicka (zm. 1839)
- Tadeusz Liu Ruiting, chiński ksiądz, męczennik, święty katolicki (zm. 1823)
- Paweł Tống Viết Bường, wietnamski męczennik, święty katolicki (zm. 1833)
- Franciszek Yi Bo-hyeon, koreański męczennik, błogosławiony katolicki (zm. 1800)

## Zmarli
- 3 marca – Andrzej Poniatowski, książę, syn Stanisława Poniatowskiego i Konstancji Czartoryskiej; brat króla polskiego – Stanisława Augusta (ur. 1734)
- 13 kwietnia – Jakub Fontana, włoski architekt barokowy, czynny w Rzeczypospolitej, nadworny architekt królów Polski (ur. 1710)
- 3 sierpnia – ksiądz Stanisław Konarski, pijar, reformator oświaty (ur. 1700)
- 7 listopada
  - Wincenty Phạm Hiếu Liêm, wietnamski dominikanin, męczennik, święty katolicki (ur. ok. 1731)
  - Hiacynt Casteñeda, misjonarz, męczennik, święty katolicki (ur. 1743)

## Święta ruchome
- Tłusty czwartek: 18 lutego
- Ostatki: 23 lutego
- Popielec: 24 lutego
- Niedziela Palmowa: 4 kwietnia
- Wielki Czwartek: 8 kwietnia
- Wielki Piątek: 9 kwietnia
- Wielka Sobota: 10 kwietnia
- Wielkanoc: 11 kwietnia
- Poniedziałek Wielkanocny: 12 kwietnia
- Wniebowstąpienie Pańskie: 20 maja
- Zesłanie Ducha Świętego: 30 maja
- Boże Ciało: 10 czerwca